# Корнінг (Каліфорнія)
Корнінг (англ. Corning) — місто (англ. city) в США, в окрузі Техама штату Каліфорнія. Населення — 8244 особи (2020).

## Географія
Корнінг розташований за координатами 39°55′42″ пн. ш. 122°10′55″ зх. д. / 39.92833° пн. ш. 122.18194° зх. д. (39.928199, -122.181993).  За даними Бюро перепису населення США в 2010 році місто мало площу 9,19 км², уся площа — суходіл.

## Демографія
Згідно з переписом 2010 року, у місті мешкали 7663 особи в 2630 домогосподарствах у складі 1848 родин. Густота населення становила 834 особи/км².  Було 2871 помешкання (312/км²).
Расовий склад населення:
| - 71,9 % — білих - 2,6 % — корінних американців - 1,1 % — азіатів - 0,6 % — чорних або афроамериканців - 0,1 % — вихідців з тихоокеанських островів - 19,5 % — осіб інших рас |

До двох чи більше рас належало 4,2 %. Частка іспаномовних становила 42,7 % від усіх жителів.
За віковим діапазоном населення розподілялося таким чином: 32,4 % — особи молодші 18 років, 57,5 % — особи у віці 18—64 років, 10,1 % — особи у віці 65 років та старші. Медіана віку мешканця становила 29,2 року. На 100 осіб жіночої статі у місті припадало 94,5 чоловіків;  на 100 жінок у віці від 18 років та старших — 89,5 чоловіків також старших 18 років.
Середній дохід на одне домашнє господарство  становив 43 106 доларів США (медіана — 31 667), а середній дохід на одну сім'ю — 45 823 долари (медіана — 33 267). За межею бідності перебувало 29,6 % осіб, у тому числі 37,9 % дітей у віці до 18 років та 13,8 % осіб у віці 65 років та старших.
Цивільне працевлаштоване населення становило 2494 особи. Основні галузі зайнятості: освіта, охорона здоров'я та соціальна допомога — 19,8 %, мистецтво, розваги та відпочинок — 14,5 %, роздрібна торгівля — 10,8 %, виробництво — 9,7 %.